# Rockov moderni život
Rockov moderni život je američka animirana serija koja se premijerno prikazivala od 1993. do 1996. godine. U seriji se kao glavni likovi pojavljuju Rocko, Heffer Wolfe i Filburt.

## Likovi

### Rocko
Rocko Rama je Wallaby koji je emigrirao iz Australije u Sjedinjene Države.  On je protagonist emisije.  On je razuman, moralan i pomalo plašljiv karakter koji uživa u jednostavnim životnim zadovoljstvima.  Uredan je, suosjećajan i samosvjestan.  Rocko nosi plavu košulju s ljubičastim trokutima, cipele i nema hlače.  Rocko radi za "Kind of a Lot O' Comics", a njegovi hobiji uključuju rekreativno udaranje čekićem i žudnju za ljubavi njegova života, Melba Toast.  Zbog Rockove dobronamjernosti i nekonfliktne osobnosti, njegova se ljubaznost često smatra slabošću.  Često ga iskorištavaju drugi likovi.  Rocko bi radije živio miran život, no njegovi ga nepromišljeni prijatelji često bacaju u burne situacije.  Njegova krilatica je "Dan je vrlo opasan dan."  i čak jednom rekao "Noć otvorenog mikrofona je vrlo opasna noć."  Često ga se pogrešno smatra lasicom, kljunarom, dabrom ili čak psom.  Ime "Rocko" je mononimno jer se pisci nisu mogli sjetiti prezimena koje im se sviđa. Ima oko 20 godina.

### Heffer Wolfe
Heffer Wolfe je Rockov najbolji prijatelj, veseo i ne previše bistar vol kojeg je upoznao u srednjoj školi.  Njegov izgled je zapravo samo veliki, okrugli, žuti bik koji nosi crvene jakne.  Ima dva roga i zeleni čuperak kose na vrhu glave.  Heffer je apsolutni proždrljivac koji voli jesti i tulumariti.  Njegova omiljena hrana su Pasture Puffies.  Iako se obično prikazuje kao nezaposlen, radio je kao konobar u kafiću, prodavač na farmi drveća, čuvar zelenila na golf terenu, raznosač pošte, menadžer u restoranu Chokey Chicken, papirničar,  i zaštitar u Conglom-O-Corp.  Kao što njegovo obiteljsko ime sugerira, odgojila ga je obitelj vukova koja ga je odlučila ne pojesti dok je bio dijete i usvojila ga kao svog, njegov "rodni znak" zapravo je njihov plan kako ga najbolje podijeliti po izboru  posuđe.  U priči "The Superb Ones" izlazi s udovicom.  Preseli se kod Heffera, On je jedini koji može smiriti njezine živce, utješiti je kad je tužna i izvući je iz njezine zone komfora.  Ponekad ju pomalo izaziva i dovodi je u određene situacije u kojima se nikada nije susrela.  On je jako voli i brine se o njoj.  Često ga nazivaju "Velika debela krava", izraz kojem se protivi govoreći "upravljati".  Njegova krilatica, koja se može čuti u uvodnoj temi serije, glasi: "To je bilo huka!"

### Filburt
Filburt Shellbach je Rockov najbolji prijatelj, neurotična, hipohondrična kornjača.  Počeo je kao drugačiji lik, koji se obično vidi kako ima mnogo poslova, poput blagajnika u supermarketu i službenika u Odjelu za motorna vozila prije nego što je upisan u priču kao Rockov i Hefferov prijatelj u drugoj sezoni.  Živi u prikolici i zarađuje skupljajući limenke "tu i tamo" i ima sklonost prema "umaku".  Filburt ima izrazito slab želudac i od najmanjih krivih pokreta može izazvati mučninu.  Pokušao je biti zubar, ali je pao na završnom ispitu kada je jedan od Rockovih zuba pretvorio u Giant Mutant Tooth.  Navršio je 21 godinu u epizodi "Born to Spawn" gdje je pozvan na svoj rodni otok Kerplopitgoes kako bi postao punoljetan.  U jednom je trenutku imao i glas u stilu Franka Sinatre s kojim je skoro postao zvijezda.  Na kraju je zasnovao obitelj s dr. Hutchisonom, pjenušavom mačkom s udicom umjesto ruke.  Ispostavilo se da jedno od njihove djece jako sliči Hefferu, zahvaljujući tome što je sjedio na njihovom jajetu tijekom perioda inkubacije.  Među Filburtovim krilaticama su "Oh, riblji štapići!", "Oh, čovječe.", "Gadno mi je. Gadno mi je."  i "Okreni stranicu, operi ruke. Okreni stranicu, operi ruke. I onda okreni stranicu, a onda operi ruke.".